# Yungaburra
Yungaburra – miasto w Australii, w stanie Queensland.